# Pallacanestro Petrarca 2014-2015
Questa voce raccoglie le informazioni riguardanti la Pallacanestro Petrarca Padova nelle competizioni ufficiali della stagione 2014-2015.

## Risultati

### Campionato

#### Girone d'andata
- 5 ottobre 2014 -  Petrarca-  Falconstar Monf. 72-92 (P)
- 12 ottobre 2014 -  Piani -  Petrarca 67-58 (Partita nulla)[2]
- 19 ottobre 2014 -  Petrarca-  Vicenza 57-70 (P)
- 26 ottobre 2014 -  Gorizia-  Petrarca 72-75 (V)
- 1º novembre 2014 -  Montebelluna -  Petrarca 67-81 (V)
- 9 novembre 2014 -  Petrarca-  Vis Spilimbergo 75-48 (V)
- 16 novembre 2014 -  Oderzo -  Petrarca 67-81 (V)
- 23 novembre 2014 -  Petrarca-  Basket Mestre 84-90 (P)
- 29 novembre 2014 -  Rucker Sanve -  Petrarca 81-76 (P)
- 7 dicembre 2014 -  Petrarca-  Corno di Rosazzo 68-72 (P)
- 14 dicembre 2014 -  Virtus Padova-  Petrarca 57-58 (V)
- 21 dicembre 2014 -  Petrarca-  Bassano 63-68 (P)
- 6 gennaio 2015 -  Caorle -  Petrarca  68-59 (P)

#### Girone di ritorno
A gennaio del 2015 Piani si ritira dal campionato. Le partite contro Piani sono da considerarsi nulle.
- 10 gennaio 2015 -  Falconstar Monf. -  Petrarca  65-79 (V)
- 25 gennaio 2015 -  Vicenza-  Petrarca 67-64 (P)
- 1º febbraio 2015 -  Petrarca-  Gorizia 79-63 (V)
- 8 febbraio 2015 -  Petrarca-  Montebelluna 93-92 d.t.s. (V)
- 14 febbraio 2015 -  Vis Spilimbergo -  Petrarca 88-72 (P)
- 22 febbraio 2015 -  Petrarca-  Oderzo 77-70 (V)
- 1º marzo 2015 -  Basket Mestre-  Petrarca 69-60 (P)
- 15 marzo 2015 -  Petrarca-  Rucker Sanve 76-61 (V)
- 21 marzo 2015 -  Corno di Rosazzo -  Petrarca74-69 (P)
- 29 marzo 2015 -  Petrarca-  Virtus Padova  59-66 (P)[4]
- 12 aprile 2015 -  Bassano -  Petrarca  77-72 (P)
- 19 aprile 2015 -  Petrarca-  Caorle  67-78 (P)

## Rosa
La rosa e la numerazione sono aggiornate al 29 marzo 2015. Sono in corsivo i giocatori che hanno lasciato la società durante la stagione.
|    | Naz.                   | Ruolo | Sportivo           | Anno | Alt. |  | Note  |
| -- | ---------------------- | ----- | ------------------ | ---- | ---- |  | ----- |
| 4  | Italia (bandiera)      | AG    | Giacomo Rappo      | 1995 | 198  |  |       |
| 5  | Italia (bandiera)      | AP    | Pietro Meneghin    | 1997 | 195  |  |       |
| 5  | Italia (bandiera)      | P     | Andrea Tracchi     | 1986 | 172  |  | [ 5 ] |
| 7  | Italia (bandiera)      | AP    | Alberto Causin     | 1976 | 199  |  |       |
| 8  | Italia (bandiera)      | G     | Leonardo Tognon    | 1997 | 187  |  |       |
| 9  | Italia (bandiera)      | P     | Elia Crestani      | 1984 | 183  |  |       |
| 11 | Italia (bandiera)      | G     | Matteo Coppo       | 1994 | 193  |  |       |
| 12 | Italia (bandiera)      | P     | Alessandro Beccari | 1992 | 187  |  | [ 6 ] |
| 13 | Italia (bandiera)      | C     | Ivan Gatto         | 1978 | 208  |  | [ 7 ] |
| 15 | Italia (bandiera)      | G     | Edoardo Cecchinato | 1994 | 188  |  |       |
| 19 | Italia (bandiera)      | AP    | Francesco Millevoi | 1993 | 197  |  |       |
| 20 | Stati Uniti (bandiera) | AG    | Chad Gillaspy      | 1987 | 205  |  | [ 8 ] |
| 22 | Italia (bandiera)      | AP    | Giovanni Basso     | 1994 | 196  |  |       |
| 22 | Italia (bandiera)      | AG    | Claudio Gotti      | 1991 | 203  |  | [ 9 ] |

### Staff tecnico
- Allenatore: Nicola Imbimbo
- Viceallenatore: carica vacante
- Preparatore Atletico: Matteo Saoncella
- Fisioterapista: Carlo Piccolo

### Staff dirigenziale
- Presidente: Piermario	Liviero
- Vicepresidente: Luigi Peroni
- Team Managers: Francesco Alfier
- Direttore Sportivo: Fabio Baù
- Addetto Stampa: Paolo Donà
- Addetto agli Arbitri: Giulietta Bissioli
- Resp. Amministrativo: Paolo Benini
- Resp. Marketing: PierPaolo Zambotto
- Resp. Settore Giovanile: Nicola Pauletto
- Resp. Relazioni Pubbliche: Stefania Colzera
- Segretario: Marisa Magnan
- Addetto Statistiche: Andrea Artico